# Hugelsta
Hugelsta är en gård i Klosters socken, Eskilstuna kommun, Södermanlands län.
Gården ligger på en kulle som under förhistorisk tid var en ö i den vattenled som band samman Kafjärden med Eskilstunaån. I sluttningen på norra dalgångskanten av det som då var en vik nordost om Hugelsta ligger flera gravar från äldre järnålder, mestadels ensamliggande stensättningar. Under yngre järnålder ökade befolkningen i området. Söder om gården ligger två gravfält med sammanlagt 130 runda stensättningar och högar, ytterligare grav finns på dalens norra sidan. I söder finns två fornborgar vid förkastningsbranten.
Namnet Hugelsta har forntida anor med omtalas i skriftliga handlingar första gången 1356. Numera består Hugelsta av en gård med en ljusputsad huvudbyggnad i ett och ett halvt plan, uppförd på 1860-talet. Vid gården finns dock även äldre timmerbyggnader.